# 細川正氏
細川 正氏（ほそかわ まさうじ）は、南北朝時代の守護大名。阿波国守護。細川氏6代当主。

## 生涯
細川清氏の子として誕生。
北朝・足利幕府の重鎮であった父の政争により、正平17年/貞治元年（1362年）に父と共に南朝に降った。7月に讃岐国へ移った清氏勢を、幕府の命を受けた同族の細川頼之が追討してきたため、清氏は白峰城に籠ったがこの戦いで敗死した。 
正氏は父の死後も南朝方として、幕府と北朝に抗戦した。一方で頼之が幕府内の政争により追討されると、幕府は正氏を阿波守として、四国へ逃れた頼之を追討させた。しかし、頼之により阿波に送り込まれた細川義之に諸衆は従い、正氏は山間部を支配するのがやっとであったと伝わる。
以降、細川氏の主流は頼之の系統に移った。